# سانتا باربارا (سانتاندر)
سانتا باربارا (انگلیسی: Santa Bárbara, Santander) یک منطقهٔ مسکونی در کلمبیا است.